# Altlommatzsch
Altlommatzsch ist ein Ortsteil der Kleinstadt Lommatzsch im Landkreis Meißen in Sachsen.
Das platzartig erweiterte Zeilendorf mit gewannähnlicher Streifenflur liegt nordöstlich von Lommatzsch in der Hügellandschaft Lommatzscher Pflege.

## Geschichte
Der Ort wurde 1268 als Aldenlomazh das erste Mal erwähnt und war Sitz eines Supans, also eines Priesters, Richters und Führers im Krieg, der über eine Supanie (slawisches Verwaltungsgebiet) herrschte. 1403 wird noch die Supanie Altlommatzsch erwähnt. Aus dem Saupengut, dem größten Gut des Ortes, ging später ein Landrichtergut hervor, das im 16. Jahrhundert mehrmals genannt wird. 1798 gab es ein Erblandrichtergut.
1960 gründeten Altlommatzscher Bauern die LPG Typ III Rudolf Diesel mit 248 Hektar Land. 1970 schloss sich diese der LPG Typ III Jessen an.
Altlommatzsch gehörte grundherrlich von 1551 bis mindestens 1764 anteilig dem Meißner Schulamt, das bei der Gründung der Fürstenschule Meißen 1543 eingerichtet wurde.
Kirchlich gehörte der Ort ab 1539 zu Lommatzsch und ist heute Teil der Kirchgemeinde Lommatzsch-Neckanitz.
1935 wurde Scheerau nach Altlommatzsch eingemeindet. Seit dem 1. Januar 1973 ist Altlommatzsch Stadtteil von Lommatzsch.

### Bevölkerungsentwicklung
| Jahr | Einwohner                      |
| ---- | ------------------------------ |
| 1547 | 13 besessene Mann, 29 Inwohner |
| 1551 | 13 besessene Mann, 29 Inwohner |
| 1764 | 13 besessene Mann, 1 Gärtner   |
| 1834 | 118                            |
| 1871 | 127                            |
| 1890 | 132                            |

| Jahr | Einwohner |
| ---- | --------- |
| 1910 | 166       |
| 1925 | 199       |
| 1939 | 246       |
| 1946 | 402       |
| 1950 | 413       |
| 1964 | 324       |
| 1971 | 313       |